# 瓠瓜增六
HD 196775，又名BD+15 4220，SAO 106347、HR 7899，是一颗海豚座的恒星，视星等为5.97，位于銀經60.16，銀緯-15.25，其B1900.0坐标为赤經20h 34m 26.6s，赤緯+15° -15.25′ 12″。